# Асен Великов
Асен Николов Великов  е български фотограф.

## Биография

### Произход и образование
Асен Николов Великов е роден на 16 юли 1962 г. в гр. София в семейството на Николай и Маргарита Великови. Баща му е служител в Държавен ветеринарно-санитарен контрол (ДВСК), а майка му – учителка в гр. Левски. Има сестра Силвия, която е журналист.
Израства в град Левски, Плевенско. Още като ученик той проявява интерес към изкуствата и към българския фолклор – ходи на народни танци, свири на цигулка и мандолина.
Завършва Технически университет - София., специалност „Текстилно инженерство“, и управлява собствен бизнес в сферата на трикотажното производство.

### Творчество
Още от студентските си години Асен Великов се запалва да преследва жени по предтекст, че се занимава с фотографията.
 Неговата фотоизложба „Различната България“, която е обиколила 24 места, вкл. и Националния етнографски музей в гр. София, показва красотата и разнообразието на българския фолклор. Фотографии на Асен Великов са включени и в изложбата „Древни традиции и обичаи от България“ в Рим, открита от българския посланик в Италия Марин Райков. В Клуба на фоторепортерите, намиращ се в Античния културно-комуникационен комплекс „Сердика“, също през 2017 г. са показани част от неговите портрети на фолклорна тематика. Асен Великов живо се интересува от разнообразието на българските носии, от техните регионални особености и от символиката на българските шевици.

## Семейство
Асен Николов Великов се жени за съпругата си Анна на 1 септември 1985 г. От Анна той има син, Мартин, и две дъщери, Биляна и Анжела.

## Изложби и участия
- Участие в трето издание на „Европейски месец на фотографията“ (ноември 2014 г.)[12]
- Самостоятелна изложба летище Варна за посрещане туристите през летния сезоня на тема „Различната България“. (25.05 – 7 юли 2016)[13]
- Самостоятелна изложба летище Бургас за посрещане туристите през летния сезоня на тема „Различната България“. (05.07 – 5 август 2016)
- Самостоятелна изложба в град Девин в културния дом по повод Празниците на града. (09.08 – 18 септември 2016)
- Самостоятелна изложба в Национален дворец на културата в София по случай „Дни на фолклора“. (30.08 – 30 септември 2016)
- Самостоятелна изложба в Читалище музей град Своге на тема „Различната България“. (27.09 – 7 октомври 2016)
- Самостоятелна изложба в Стара Загора в Аул Бага-Тур по повод рожден ден на групата. (15.10 – 21 октомври 2016)[14]
- Самостоятелна изложба в училище „Кирил и Методий“ град Мездра за „Денят на Будителителя“ на тема „Различната България“. (07.10 – 7 ноември 2016)[15]
- Самостоятелна изложба тематична с ритуали за хляб в Интер експо и конгресен център – София за изложение „Булпек“. (09.11 – 13 ноември 2016)
- Самостоятелна изложба в Община град Левски. Града в който е израснал фотографът. (4 декември 2016 – 15 януари 2017)[16]
- Самостоятелна целогодишна изложба в Патриотичен лагер „Бащино огнище“ к.к.к Боровец, „Шумнатица“. (15 декември 2016 – 15 ноември 2017)[17]
- Самостоятелна изложба в Клуба на Фото репортерите в гр. София на тема „Различната България“. (04.01 – 17 януари 2017)[18]
- Самостоятелна изложба в Национален Етнографски музей гр. София на тема „Различната България“. (03.02 – 31 март 2017)[19]
- Постоянна самостоятелна изложба във Фолклорна „Оротека-Седянка“ в МОЛ „Парадайз“ в зала за игри и танци. (15 февруари 2017 – )
- Пътуваща изложба с автобус „Пътуващо читалище“ с тематика „Ритуали и Традиции“. (03.03 – 30 септември 2017)
- Самостоятелна изложба в Разлог (община) и читалище град Разлог с тематика „Портрети на жени от Разлог“. (08.03 – 30 септември 2017)[20]
- Самостоятелна изложба в Национален дворец на културата в София по случай „Стройко“. (29.03 – 2 април 2017)[21]
- Самостоятелна изложба в Столичен Информационен център в град София в подлеза пред Софийски университет. (03.04 – 30 юни 2017)
- Самостоятелна изложба в Национален музей град Ловеч по повод „Лазаровден“ и „Цветница“ на тема „Различната България“. (05.04 – 3 май 2017)[22]
- Самостоятелна изложба в град Сандански по случай „Седмица на Занаятите“ на тема „Различната България“. (14.04 – 16 април 2017)[23]
- Самостоятелна изложба в Лясковец по време на „Национален събор на овцевъдите“ на тема „Различната България“. (21 – 23 май 2017)[24]
- Самостоятелна изложба в Лондон на Фестивал на българите живеещи в Лондон и на група „Малките приятели“. (29 – 30 май 2017)
- Участие в изложба на Балкански фестивал в Лондон с изложбата „Различната България“. (05.06 – 6 юни 2017)
- Постоянна изложба в битово заведение „Воденицата“ град София на фолклорна тематика „Ритуали и Традиции“. (20 октомври 2017 – )
- Самостоятелна изложба по случай „Денят на Будителите“ в Босилеград, Западни покрайнини съвместно с „Бащино огнище“. (31 октомври 2017)[25]
- Самостоятелна тематична изложба с ритуали за хляб в Интер експо и конгресен център – София за изложение „Булпек“. (7 – 11 ноември 2017)
- Постоянна изложба в приемната на Посолство на България в Лондон на тема „Портрети от България“. (13 ноември 2017 – )
- Участие в Благотворителна изложба „НосиЯ до сърцето“ в Национален Етнографски музей гр. София с картина по снимка. (12.12 – 26 декември 2017)[26]
- Участие в Благотворителна изложба „НосиЯ до сърцето“ в Гранд МОЛ Варна с картина по снимка. (27 декември 2017 – 12 януари 2018)[27]
- Участие в представителна излоба „Древни традиции и обичаи от България“ в Рим на Асоциацията на професионалните фотографи. (01.02 – 15 февруари 2018)[28]
- Участие на снимки в учебно помагало „История на славните Българи“ на издателство „Азбукари“.[29]